# Гаррах, Августа фон
Графиня Августа фон Гаррах (нем. Auguste von Harrach; 30 августа 1800, Дрезден — 5 июня 1873, Бад-Хомбург) — представительница знатного австрийского рода Гаррахов, вторая супруга короля Пруссии Фридриха Вильгельма III с титулом «княгиня Лигницкая».

## Биография
Родом из медиатизованного графского рода Гаррахов. Августа родилась в семье графа Фердинанда Иосифа фон Гаррах-Рорау (1763—1841) и баронессы Кристианы фон Райски (1767—1830). Поскольку мать не была равна отцу по своему положению, их дети, включая Августу, потеряли статус медиатизованной аристократии. Юридически они приравнивались к обычному дворянству.

## Брак
Король Пруссии Фридрих Вильгельм III в 1793 году женился на пользовавшейся признанием в Пруссии Луизе Мекленбург-Стрелицкой и овдовел в 1810 году. Связь с графиней Августой фон Гаррах была для 54-летнего короля сопряжена с рядом проблем, поскольку графиня была моложе его на 30 лет, католического вероисповедания и неравной ему по положению. Поэтому 9 ноября 1824 года был заключён морганатический брак, поначалу державшийся в секрете.
Венчание состоялось в капелле Шарлоттенбургского дворца. Августа получила титул княгини Лигницкой и графини Гогенцоллерн. Известно цитируемое высказывание прусского короля: «Королевы не может быть; Луизу не вернуть». Чета проживала сначала в одном из отелей на Унтер-ден-Линден, и Карл Август Фарнхаген фон Энзе сообщал: «Наш король позавчера женился. Это сообщение было воспринято народом как гром среди ясного неба, и большинство отказывались в это верить».
Поначалу Августа была аутсайдером при берлинском дворе и в придворном протоколе указывалась после самых младших принцев и принцесс. Лишь 25 мая 1826 года она перешла в протестантство. Княгиня Лигницкая проживала в Берлине во Дворце принцесс, временами также во дворце Шёнхаузен и в новом крыле Шарлоттенбургского дворца.
Августа не проявляла политической активности. Её брак остался бездетным. Хотя ей и удалось в последние месяцы заслужить уважение королевской семьи, ухаживая за больным королём, но по соображениям протокола она не могла принять участие в траурной церемонии в Берлинском соборе.

## Вдова

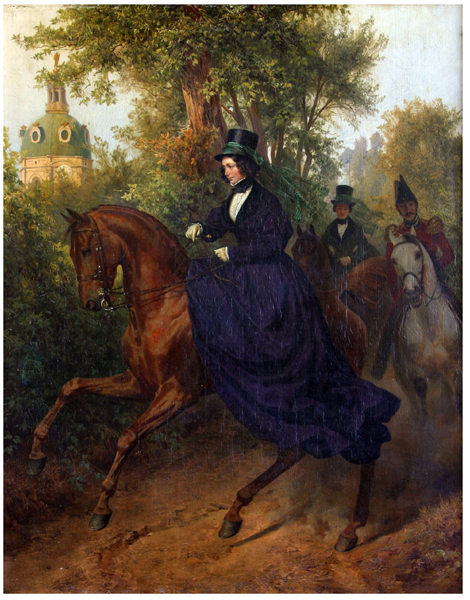
Верховая прогулка Августы фон Гаррах по парку Шарлоттенбургского дворца. Картина Франца Крюгера

С 1840 года княгиня Лигницкая, получившая как вдова значительный апанаж, проживала по-прежнему во Дворце принцесс. Она поручила Альберту Дитриху Шадову перестроить виллу Лигниц, находившуюся у входа в парк Сан-Суси, а в Веве на Женевском озере она проживала на вилле Августа.
В ходе своих многочисленных поездок помимо Швейцарии Августа побывала во Флоренции, Риме и Англии. Августа умерла, находясь на отдыхе в Бад-Хомбурге, и была похоронена в склепе мавзолея в парке Шарлоттенбургского дворца недалеко от своего супруга, но надгробие или памятная плита отсутствуют.
Августа фон Гаррах была крёстной своему племяннику, художнику Фердинанду фон Гарраху (1832—1915), сыну её брата Карла Филиппа.